# Bytomské knížectví
Knížectví bytomské (polsky Księstwo Bytomskie, německy Herzogtum Beuthen), také Bytomsko, bylo jedno z mnoha knížectví ve Slezsku. Hlavní město byla Bytom.

## Historie
Založeno bylo roku 1281 oddělením od Knížectví opolského. Opolsko bylo tehdy rozděleno na tři díly a Knížectví bytomské získal spolu s částí Kozelska kníže Kazimír Bytomský. Již roku 1289 se stalo českým lénem, když se Kazimír kvůli sporům se svými bratry obrátil s žádostí o ochranu na Václava II. Po vymření piastovských knížat došlo k válkám o následnictví, Karel IV. přiřkl knížectví Přemyslu Těšínskému. V roce 1430 Bytomsko dobyli husité, ale již v roce 1433 je vyhnal Mikuláš Ratibořský a územní zisk pak ubránil před opolskými knížaty. Bytomsko pak měnilo často majitele, zprvu přešlo na Konráda Olešnického. Roku 1475 připadlo Matyáši Korvínovi, který je zastavil Janovi ze Žerotína. Roku 1498 se opět spojilo s Opolským knížectvím a roku 1526 je získal Jiří z Brandenburku-Ansbachu. Jan Jiří Krnovský je pak ztratil kvůli podpoře českého povstání. V roce 1623 je získal Lazar Henckel z Donnersmarcku. Součástí Zemí koruny české zůstalo až do roku 1742, kdy bylo zabráno Pruskem.